# Walter Wild
Walter Gustav Wild, conocido en español como Gualterio Wild y en catalán como Gualteri Wild (n. Hottingen, hoy Zúrich, Suiza; 13 de octubre de 1872) fue un comerciante suizo, fundador, jugador y primer presidente del Fútbol Club Barcelona.
Fue uno de los doce participantes que decidieron fundar el Fútbol Club Barcelona en la reunión que el 29 de noviembre de 1899 se celebró en el Gimnasio Solé de Barcelona. Fue elegido presidente de la nueva entidad a petición de Hans Gamper, convocante de la reunión y considerado el fundador, ya que Wild era el asistente de mayor edad. Fue presidente del club hasta el 25 de abril de 1901. Durante ese período, su domicilio particular en la calle Princesa de Barcelona se convirtió en la sede social provisional del club.
El 8 de diciembre de 1899 participó como jugador en el primer partido de la historia del club. El Barcelona se enfrentó, con sólo diez futbolistas por falta de jugadores, a un combinado de jugadores ingleses residentes en la Ciudad Condal, y que derrotaron a los azulgrana por 0-1. Como jugador tan sólo participó en 10 partidos, siempre en la posición de defensa.
De la presidencia de Wild destaca su labor para que el Barça pudiera tener su primer campo propio, el del Hotel Casanovas.
Walter Wild, que fue reelegido en tres asambleas entre el 13 de diciembre de 1899 y el 27 de diciembre de 1900, tuvo que presentar la dimisión el 25 de abril de 1901, ya que tenía que volver a su país por razones laborales. En total, fue presidente del FC Barcelona durante 513 días. 
El mismo día de su renuncia, la junta general del club le nombró socio de honor en reconocimiento a su labor, junto a su compañero de equipo Otto Maier.
Casi medio siglo después, en 1949, al club llegó una carta del expresidente Walter Wild, preguntándose desde Londres si la entidad que él, Gamper y otros fundaron en 1899 seguía existiendo. La directiva de la época, encabezada por Agustí Montal i Galobart, lo invitó a asistir a los actos de celebración del 50 aniversario del FC Barcelona y recibió un largo aplauso del público del Campo de Les Corts puesto en pie. Wild comentó emocionado que la satisfacción más grande de su vida fue poder presenciar las fiestas conmemorativas de los 50 años de la entidad.

## La fundación del club
El 22 de octubre de 1899 Joan Gamper pone un anuncio en la revista Los Deportes para reclutar a las personas interesadas en el fútbol. Después de algunas reuniones en el gimnasio Solé, se formó un pequeño grupo de 12 personas para crear una empresa de deportes centrado en el fútbol. Alrededor Joan Gamper incluir su compatriota Otto Kunzle, el Inglés Walter Wild, John Parsons y William, el alemán Otto Maier y catalanes Lluís de Ossó Bartomeu Terradas, Enric Ducal, Pere Cabot, Carles Pujol y Josep Llobet. Todo el mundo está de acuerdo en el nombre del club, la sigla y el color de las camisetas. El 29 de noviembre, del Estatuto del Fútbol Club Barcelona se entregó a la autoridad competente.